# بین، کنت
بین، کنت (به انگلیسی: Bean, Kent) یک روستا و محله مدنی در بریتانیا است که در دارتفورد واقع شده‌است. بین ۱٬۶۴۳ نفر جمعیت دارد.